# Vjetroelektrana Vrataruša
Vjetroelektrana Vrataruša nalazi se u blizini Senja, na obroncima Velebita, nedaleko Vratnika, te se s iste pruža pogled na Kvarnerske otoke. Vjetroelektrana je izgrađena još 2009., ali je dobila sve dozvole i u punom pogonu je od 15. prosinca 2010. godine, zbog dugog perioda probnog pogona. To je ujedno i prva vjetroelektrana u Hrvatskoj priključena na prijenosnu mrežu, na 110 kV. Isto tako je trenutno i najveća hrvatska vjetroelektrana s ukupno instaliranih 42 MW. Sastoji se od 14 Vestasovih (Danska) vjetroagregata V90, pojedinačne nazivne snage 3 MW.
Investitor vjetroparka je Wallenborn grupacija iz Njemačke, a vjetroparkom upravlja tvrtka Selan d.o.o., sa sjedištem u Senju, Petra Matkovića 7.
Vjetroelektrana Vrataruša prostire se na 5,8 km2, a po snazi je trenutačno najveća vjetroelektrana u ovom dijelu Europe, s godišnjom proizvodnjom od oko 125 milijuna kWh električne energije. Toranj vjetroturbine visok je 80 m, a na njegovom se vrhu nalazi kućište generatora s potrebnom opremom. Duljina lopatica iznosi 45 m, pa se pri vrtnji opisuje krug promjera 90 m. Vrhovi tri lopatice sežu do 35 m iznad tla, dok je ukupna visina turbine od tla do vrha lopatice u okomitom položaju 125 m. Za temeljenje vjetrogeneratora tipa Vestas V 90-3,0 MW ukupno je u temelje ugrađeno više od 6720 m3 betona i više od 378 tona čelika.
Aktivnosti na gradnji vjetroelektrane počele su sredinom studenog 2007., kada su investitori obilježili početak radova na gradilištu. Prema najavama, cijeli proces izgradnje trebao je trajati 15 mjeseci. Prvobitno planirana investicija iznosila je 57 milijuna eura, no u međuvremenu je zbog dodatnih troškova premašila 62 milijuna eura.
Inače, investitori imaju odobrenje Ministarstva zaštite okoliša, prostornog uređenja i graditeljstva za instaliranje vjetroelektrane ukupne snage od 66 MW, na prostoru lokaliteta Podbilo zone Vrataruša, u katastarskoj općini Krivi Put, na području Grada Senja u Ličko-senjskoj županiji i nemaju namjeru odustati od druge faze projekta, odnosno ugradnje još 8 vjetroturbina na već postojeći priključak i sustav 110 kV prijenosne mreže.

## Vjetroelektrana Vrataruša i hrvatski elektroenergetski sustav
U proljeće 2009. počela su ispitivanja funkcionalnog rada na vjetroelektrani Vrataruša, a probni rad i opsežniji ispitni pogon uslijedili su početkom 2010. U prvom dijelu ispitnog rada vjetroelektrana nije dosegnula instaliranu snagu, pa su za puni rad svih agregata rađene simulacije. Radi se o do sada najvećoj vjetroelektrani priključenoj na mrežu 110 kV u Hrvatskoj. Sadašnji privremeni priključak ostvaren je između dva čvorišta 110 kV. Jednostavno rečeno, jedna grana priključka vodi u transformatorsku stanicu Crikvenica i potom u HE Vinodol, a druga u HE Senj. Dakle, elektrana se nalazi između HE Vinodol i Senj, pa neizostavno utječe na njihov rad.
Najveći dio proizvedene energije, kako su pokazale analize, vjetroelektrana Vrataruša u mrežu predaje dalekovodom 110 kV Vrataruša - Crikvenica – Vinodol. U hidrološki povoljnom razdoblju, kakva su bila prva tri mjeseca 2010. godine, taj pravac je značajno opterećen energijom iz hidroelektrana na jugu i bez dodatnog unosa energije iz nove vjetroelektrane. Rad VE Vrataruša punom snagom može zahtijevati ograničenje proizvodnje hidroelektrane Senj, koja zbog povećanih dotoka vode i mogućnosti poplava, mora ostvariti maksimalnu proizvodnju. Istodoban maksimalan rad HE Senj i VE Vrataruša u hidrološki povoljnim prilikama pokazuje se složenim, jer može rezultirati preopterećenjem i ispadom dionice 110 kV. Plasman energije iz VE Vrataruša postaje upitan za slučaj bilo kakvog trajnog kvara okolnih dijelova mreže i postrojenja. Dio poteškoća i preopterećenja vezanih uz plasman pune proizvodnje iz nje može se operativno smanjiti prilagodbom topologije mreže. 20-dnevni poremećaj se dogodio u siječnju 2010., kada je zbog rušenja stupa bila neraspoloživa dionica 400 kV Melina - Velebit.
Za svaku novu vjetroelektranu i njezin rad nužno je imati u pričuvi zamjensku elektranu nešto manje snage. Pri tome se ne smije zaboraviti da, od 8760 sati u godini, najbolja vjetroelekrana radi tek oko 2000 sati. Vjetroelektrane treba graditi razumno. One ne mogu riješiti i zadovoljiti trenutačne potrebe hrvatskog elektroenergetskog sustava.

## Vanjske poveznice
- Izračun dnevne proizvodnje energije za VE Vrataruša  Arhivirana inačica izvorne stranice od 9. ožujka 2021. (Wayback Machine)